# V-boost
V-boost is een centrale kamer met vlinderklep, gemonteerd in de "V" van het Yamaha V-Max 1200-blok in een motorfiets.
Boven 6000 toeren per minuut wordt de klep via de ontsteking geopend en stelt aan elke cilinder twee carburateurs ter beschikking. Daardoor komt er een flinke hoeveelheid extra vermogen vrij. V-Boost is dan ook alleen beschikbaar op de sterkste (147 pk) versie van deze motorfiets. 
Het effect van het V-Boost-systeem lijkt op de werking van Yamaha Dual Intake System (YDIS) en Suzuki Intake Power Chamber (SIPC).